# Rán

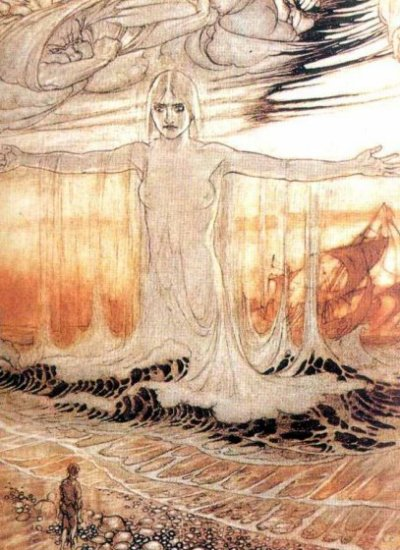
Rán in un'illustrazione di Arthur Rackham.

Nella mitologia norrena, Rán è una divinità del mare, che trascina i naufragati negli abissi del mare con una rete   per affogarli . È la sposa di Ægir e insieme hanno avuto nove figlie, i cui nomi sono Bára, Blóðughadda, Bylgja, Dúfa, Hefring, Himinglæva, Hrönn, Kólga, e Unnr. Il nome di ciascuna di queste fanciulle riflette caratteristiche differenti delle onde dell'oceano.
È citata nello Skáldskaparmál e nell'introduzione in prosa del Reginsmál.